# Llista de topònims de Verdú
Llista de topònims (noms propis de lloc) del municipi de Verdú, a l'Urgell
Informació actualitzada per un bot. Els canvis manuals es perdran quan s'actualitzi!

## cabana
| imatge | Nom                    | Ubicat a | instància de | Detalls                     | coordenades                                                         | Protecció                                  | Commons (més fotos) | Dades a WD                    |
| ------ | ---------------------- | -------- | ------------ | --------------------------- | ------------------------------------------------------------------- | ------------------------------------------ | ------------------- | ----------------------------- |
|        | Cabana del Fransisquet | Verdú    | cabana       | Estil: arquitectura popular |                                                                     | bé integrant del patrimoni cultural català |                     | Modifica les dades a Wikidata |
|        | Clos del Cisteller     | Verdú    | cabana       |                             | 41° 36′ 13″ N, 1° 08′ 56″ E / 41.6035132436996°N,1.14894668020837°E |                                            |                     | Modifica les dades a Wikidata |
|        | Clos del Petonet       | Verdú    | cabana       |                             | 41° 36′ 12″ N, 1° 08′ 51″ E / 41.6033642102206°N,1.14752297210944°E |                                            |                     | Modifica les dades a Wikidata |
|        | Clos del Sereno        | Verdú    | cabana       |                             | 41° 36′ 07″ N, 1° 08′ 55″ E / 41.6020124396345°N,1.1485936024573°E  |                                            |                     | Modifica les dades a Wikidata |
|        | Corral Nou             | Verdú    | cabana       |                             | 41° 35′ 18″ N, 1° 06′ 08″ E / 41.588229253142°N,1.1021066484068°E   |                                            |                     | Modifica les dades a Wikidata |
|        | cabana del Mullarac    | Verdú    | cabana       |                             | 41° 36′ 14″ N, 1° 09′ 50″ E / 41.6037792183653°N,1.16384285481568°E |                                            |                     | Modifica les dades a Wikidata |
|        | cabana del Roc         | Verdú    | cabana       |                             | 41° 34′ 26″ N, 1° 06′ 13″ E / 41.573845375334°N,1.1037273267588°E   |                                            |                     | Modifica les dades a Wikidata |
|        | cabana del Rufina      | Verdú    | cabana       |                             | 41° 35′ 45″ N, 1° 07′ 29″ E / 41.595805129186°N,1.1246812118441°E   |                                            |                     | Modifica les dades a Wikidata |
|        | corral del Carlí       | Verdú    | cabana       |                             | 41° 36′ 26″ N, 1° 10′ 07″ E / 41.607323725831°N,1.1687488854438°E   |                                            |                     | Modifica les dades a Wikidata |
|        | pallissa del Botet     | Verdú    | cabana       |                             | 41° 35′ 18″ N, 1° 08′ 49″ E / 41.5883297256337°N,1.14682524926951°E |                                            |                     | Modifica les dades a Wikidata |

## casa
| imatge | Nom                   | Ubicat a | instància de | Detalls                             | coordenades                                                                                               | Protecció                                  | Commons (més fotos)           | Dades a WD                    |
| ------ | --------------------- | -------- | ------------ | ----------------------------------- | --- | ------------------------------------------ | ----------------------------- | ----------------------------- |
|        | Cal Gabarró           | Verdú    | casa         | Estil: arquitectura barroca         | 41° 36′ 37″ N, 1° 08′ 38″ E / 41.610291666667°N,1.1440111111111°E ca:Plaça Major, 18 431 msnm             | bé integrant del patrimoni cultural català | Cal Gabarró (Verdú)           | Modifica les dades a Wikidata |
|        | Cal Prim              | Verdú    | casa         | Estil: arquitectura popular         | 41° 36′ 35″ N, 1° 08′ 36″ E / 41.609691666667°N,1.1432111111111°E ca:Carrer Arquebisbe Terès, 12 430 msnm | bé integrant del patrimoni cultural català | Cal Prim (Verdú)              | Modifica les dades a Wikidata |
|        | Cal Quartel           | Verdú    | casa         | Estil: arquitectura popular         | 41° 36′ 35″ N, 1° 08′ 40″ E / 41.609622222222°N,1.1445694444444°E 433 msnm                                | bé integrant del patrimoni cultural català | Cal Quartel (Verdú)           | Modifica les dades a Wikidata |
|        | Cal Riera             | Verdú    | casa         | Estil: arquitectura popular         | 41° 36′ 35″ N, 1° 08′ 40″ E / 41.609825°N,1.1445694444444°E ca:Carrer Margorell, 11 432 msnm              | bé integrant del patrimoni cultural català | Cal Riera (Verdú)             | Modifica les dades a Wikidata |
|        | Cal Ros               | Verdú    | casa         | Estil: arquitectura del Renaixement | 41° 36′ 40″ N, 1° 08′ 35″ E / 41.611097222222°N,1.1431777777778°E ca:Carrer de la Font, 13 433 msnm       | bé integrant del patrimoni cultural català | Cal Ros (Verdú)               | Modifica les dades a Wikidata |
|        | Cal Talaveró          | Verdú    | casa         | Estil: arquitectura popular         | 41° 36′ 41″ N, 1° 08′ 36″ E / 41.61144444°N,1.14328611°E ca:Carrer de la Font, 20                         | bé integrant del patrimoni cultural català | Cal Talaveró (Verdú)          | Modifica les dades a Wikidata |
|        | Cal Torné             | Verdú    | casa         | Estil: arquitectura popular         | 41° 36′ 36″ N, 1° 08′ 39″ E / 41.610047222222°N,1.1440277777778°E 431 msnm                                | bé integrant del patrimoni cultural català | Cal Torné (Verdú)             | Modifica les dades a Wikidata |
|        | Can Castellà          | Verdú    | casa         | Estil: arquitectura popular         | 41° 36′ 38″ N, 1° 08′ 37″ E / 41.610452777778°N,1.1436944444444°E 431 msnm                                | bé integrant del patrimoni cultural català | Can Castellà (Verdú)          | Modifica les dades a Wikidata |
|        | Casa Arquebisbe Terés | Verdú    | casa         | Estil: arquitectura popular         | 41° 36′ 34″ N, 1° 08′ 36″ E / 41.609577777778°N,1.1433444444444°E 430 msnm                                | bé integrant del patrimoni cultural català | Casa Arquebisbe Terés (Verdú) | Modifica les dades a Wikidata |

## creu de terme
| imatge | Nom                          | Ubicat a | instància de  | Detalls                     | coordenades                                                                | Protecció                                  | Commons (més fotos)               | Dades a WD                    |
| ------ | ---------------------------- | -------- | ------------- | --------------------------- | -------------------------------------------------------------------------- | ------------------------------------------ | --------------------------------- | ----------------------------- |
|        | creu de Sant Miquel          | Verdú    | creu de terme | Estil: arquitectura gòtica  | 41° 36′ 39″ N, 1° 08′ 29″ E / 41.610791666667°N,1.1413444444444°E 426 msnm | bé integrant del patrimoni cultural català | Creu de terme (Verdú)             | Modifica les dades a Wikidata |
|        | creu de la Bassa (Verdú)     | Verdú    | creu de terme |                             | 41° 36′ 39″ N, 1° 08′ 29″ E / 41.61092853801962°N,1.14148147865773°E       |                                            |                                   | Modifica les dades a Wikidata |
|        | creu de terme de Gratapalles | Verdú    | creu de terme | Estil: arquitectura popular | 41° 35′ 57″ N, 1° 08′ 05″ E / 41.599286°N,1.134687°E 423 msnm              | bé integrant del patrimoni cultural català | Creu de terme de Gratapalles      | Modifica les dades a Wikidata |
|        | creu de terme de les Eres    | Verdú    | creu de terme | Estil: arquitectura gòtica  | 41° 36′ 40″ N, 1° 08′ 38″ E / 41.611219444444°N,1.1439638888889°E 433 msnm | bé integrant del patrimoni cultural català | Creu de terme de les Eres (Verdú) | Modifica les dades a Wikidata |
|        | creu del Portal (Verdú)      | Verdú    | creu de terme |                             | 41° 36′ 48″ N, 1° 08′ 14″ E / 41.613432359230416°N,1.1371079656481224°E    |                                            | Creu del Portal (Verdú)           | Modifica les dades a Wikidata |

## església
| imatge | Nom                       | Ubicat a | instància de                 | Detalls                           | coordenades                                                                | Protecció                                  | Commons (més fotos)       | Dades a WD                    |
| ------ | ------------------------- | -------- | ---------------------------- | --------------------------------- | -------------------------------------------------------------------------- | ------------------------------------------ | ------------------------- | ----------------------------- |
|        | Sant Miquel de Verdú      | Verdú    | església                     | Estil: arquitectura gòtica        | 41° 36′ 48″ N, 1° 08′ 14″ E / 41.613197222222°N,1.1372444444444°E 426 msnm | bé integrant del patrimoni cultural català | Sant Miquel de Verdú      | Modifica les dades a Wikidata |
|        | Sant Pere Claver de Verdú | Verdú    | església                     | Estil: historicisme arquitectònic | 41° 36′ 39″ N, 1° 08′ 32″ E / 41.610930555556°N,1.1422388888889°E 432 msnm | bé integrant del patrimoni cultural català | Sant Pere Claver de Verdú | Modifica les dades a Wikidata |
|        | Santa Maria de Verdú      | Verdú    | església església parroquial |                                   | 41° 36′ 40″ N, 1° 08′ 37″ E / 41.61111111°N,1.14361111°E                   | bé integrant del patrimoni cultural català | Santa Maria de Verdú      | Modifica les dades a Wikidata |

## molí d'aigua
| imatge | Nom                | Ubicat a | instància de | Detalls                     | coordenades                                                                                       | Protecció                                  | Commons (més fotos) | Dades a WD                    |
| ------ | ------------------ | -------- | ------------ | --------------------------- | ------------------------------------------------------------------------------------------------- | ------------------------------------------ | ------------------- | ----------------------------- |
|        | Molí de Poblet     | Verdú    | molí d'aigua | Estil: arquitectura popular | 41° 36′ 44″ N, 1° 08′ 36″ E / 41.61224°N,1.143422°E ca:Carrer de Costra Vendrell. Camí de la Font | bé integrant del patrimoni cultural català | Molí de Poblet      | Modifica les dades a Wikidata |
|        | Molí del Carreton  | Verdú    | molí d'aigua | Estil: arquitectura popular | 41° 36′ 45″ N, 1° 08′ 38″ E / 41.612533°N,1.143764°E                                              | bé integrant del patrimoni cultural català | Molí del Carreton   | Modifica les dades a Wikidata |
|        | Molí del Corretger | Verdú    | molí d'aigua | Estil: arquitectura popular | 41° 36′ 32″ N, 1° 04′ 56″ E / 41.608835°N,1.082097°E                                              | bé integrant del patrimoni cultural català | Molí del Corretger  | Modifica les dades a Wikidata |
|        | Molí del Nicasi    | Verdú    | molí d'aigua | Estil: arquitectura popular | 41° 37′ 10″ N, 1° 07′ 54″ E / 41.619369°N,1.131772°E ca:A l'esquerra del riu Cercavins 392 msnm   | bé integrant del patrimoni cultural català | Molí del Nicasi     | Modifica les dades a Wikidata |

## muntanya
| imatge | Nom                     | Ubicat a      | instància de | Detalls | coordenades                                                         | Protecció | Commons (més fotos) | Dades a WD                    |
| ------ | ----------------------- | ------------- | ------------ | ------- | ------------------------------------------------------------------- | --------- | ------------------- | ----------------------------- |
|        | Pujal Gros              | Guimerà Verdú | muntanya     |         | 41° 35′ 36″ N, 1° 10′ 40″ E / 41.5932°N,1.17767°E 534.8 msnm        |           |                     | Modifica les dades a Wikidata |
|        | Tossal dels Estinclells | Verdú         | muntanya     |         | 41° 35′ 19″ N, 1° 05′ 44″ E / 41.58872222°N,1.09565556°E 402.1 msnm |           |                     | Modifica les dades a Wikidata |

## Misc
| imatge | Nom                             | Ubicat a                         | instància de                                   | Detalls                                          | coordenades | Protecció                                            | Commons (més fotos)             | Dades a WD                    |
| ------ | ------------------------------- | -------------------------------- | ---------------------------------------------- | ------------------------------------------------ | --- | ---------------------------------------------------- | ------------------------------- | ----------------------------- |
|        | Ajuntament de Verdú             | Verdú                            | casa consistorial                              | Estil: arquitectura barroca arquitectura popular | 41° 36′ 37″ N, 1° 08′ 35″ E / 41.610351°N,1.14312°E ca:Plaça Major, 1 430 msnm                                                                | bé integrant del patrimoni cultural català           | Ajuntament de Verdú             | Modifica les dades a Wikidata |
|        | Carrers coberts de Verdú        | Verdú                            | passatge                                       | Estil: arquitectura popular                      | 41° 36′ 38″ N, 1° 08′ 36″ E / 41.610422222222°N,1.1432222222222°E 433 msnm                                                                    | bé integrant del patrimoni cultural català           | Carrers coberts de Verdú        | Modifica les dades a Wikidata |
|        | Castell de Verdú                | Verdú                            | castell                                        | Estil: arquitectura romànica arquitectura gòtica | 41° 36′ 39″ N, 1° 08′ 38″ E / 41.610855°N,1.143969°E ca:Plaça del Bisbe Comelles 435 msnm                                                     | bé d'interès cultural bé cultural d'interès nacional | Castell de Verdú                | Modifica les dades a Wikidata |
|        | Forn de ceràmica de Cal Berlí   | Verdú                            | teuleria                                       | Estil: arquitectura popular                      | 41° 36′ 47″ N, 1° 08′ 14″ E / 41.61308°N,1.13728°E                                                                                            | bé cultural d'interès local                          |                                 | Modifica les dades a Wikidata |
|        | Granja del Ros                  | Verdú                            | granja                                         |                                                  | 41° 36′ 43″ N, 1° 07′ 10″ E / 41.6119327500869°N,1.11943471002745°E                                                                           |                                                      |                                 | Modifica les dades a Wikidata |
|        | Muralla de Verdú                | Verdú                            | muralla urbana                                 |                                                  | 41° 36′ 41″ N, 1° 08′ 36″ E / 41.611361111111°N,1.1433805555556°E ca:Carrer de la Muralla 432 msnm                                            | bé d'interès cultural bé cultural d'interès nacional | Muralla de Verdú                | Modifica les dades a Wikidata |
|        | Pedrera del Comellar            | Verdú                            | pedrera                                        |                                                  | 41° 35′ 32″ N, 1° 08′ 34″ E / 41.5922616377568°N,1.14266954160672°E                                                                           |                                                      |                                 | Modifica les dades a Wikidata |
|        | Plaça Major                     | Verdú                            | plaça                                          | Estil: arquitectura popular                      | 41° 36′ 37″ N, 1° 08′ 38″ E / 41.610191666667°N,1.1437722222222°E ca:Plaça Major 430 msnm                                                     | bé integrant del patrimoni cultural català           | Plaça Major (Verdú)             | Modifica les dades a Wikidata |
|        | Verdú                           | Verdú                            | entitat singular de població capital municipal | 885 hab                                          | 41° 36′ 38″ N, 1° 08′ 34″ E / 41.61057°N,1.14284°E 445 msnm                                                                                   |                                                      |                                 | Modifica les dades a Wikidata |
|        | Verdú                           | Verdú                            | vèrtex geodèsic                                |                                                  | 41° 36′ 40″ N, 1° 08′ 37″ E / 41.611198°N,1.14348°E 462.659 msnm                                                                              |                                                      |                                 | Modifica les dades a Wikidata |
|        | aqüeducte del Cercavins         | Verdú                            | aqüeducte pont                                 | Hi passa: canal Segarra-Garrigues                | 41° 37′ 14″ N, 1° 08′ 17″ E / 41.62043124534576°N,1.1379218101501467°E                                                                        |                                                      |                                 | Modifica les dades a Wikidata |
|        | canal Segarra-Garrigues         | Noguera Segarra Urgell Garrigues | canal                                          | Desemboca: riu de Set                            | 41° 56′ 09″ N, 1° 12′ 19″ E / 41.935923055555556°N,1.205238888888889°E 41° 27′ 06″ N, 0° 45′ 30″ E / 41.45165194444444°N,0.7583730555555556°E |                                                      | Canal Segarra-Garrigues         | Modifica les dades a Wikidata |
|        | font de la plaça Major de Verdú | Verdú                            | font                                           | Estil: arquitectura neoclàssica 1899             | 41° 36′ 37″ N, 1° 08′ 37″ E / 41.610186111111°N,1.1435861111111°E 431 msnm                                                                    | bé integrant del patrimoni cultural català           | Font de la plaça Major de Verdú | Modifica les dades a Wikidata |